# Bond (ban nhạc)
Bond là một ban nhạc gồm 2 thành viên đến từ Anh là Gay-Yee và Eos và 2 thành viên đến từ Úc là Haylie và Tania. Đây là Tứ tấu vĩ cầm thành công và bán chạy bản thu âm nhất của mọi thời đại với hơn 4 triệu bản thu âm. Bond đã 20 lần giành được đĩa vàng ở các nước khác nhau.

## Sự mở đầu
Họ là những cô gái từ 24 - 28 tuổi đầy tài năng, sáng tạo và nổi tiếng. Niềm yêu âm nhạc đã dẫn họ đến với nhau. Bond là nhóm nhạc tập hợp 4 cô gái xinh đẹp, 2 đến từ Australia, 2 là dân Anh chính hiệu. Haylie Ecker (chơi violin) đến từ Perth, Australia. Cô đặc biệt yêu thích âm nhạc của Frank Sinatra, BB King, Björk, U2, Sting, Red Hot Chili Peppers… Khác với 2 người bạn cùng nhóm, Gay-Yee đến từ Yorkshire, Anh và đã từng được đào tạo bài bản về âm nhạc ở trường Âm nhạc Trinity ở London. Cô cũng đã từng chơi nhạc cho: Primal Scream, Spice Girls, Talvin Singh, Embrace, Sting, Bryan Adams và Barry Manilow. Còn Eos (violin 2) đến từ Cardiff (xứ Wales) tốt nghiệp Trường Âm nhạc Hoàng gia tại London và từng nhận được nhiều giải thưởng khi còn đi học.
Tania Davis (chơi viola) đến từ Sydney (Australia). Giống như Haylie Ecker, cô cũng đã từng
được đào tạo chính thống về âm nhạc tại Nhạc viện Sydney cũng như Trường Âm nhạc và Kịch nghệ Guildhall... Tania Davis tôn sùng rất nhiều nhạc sĩ trong đó có Schubert, Mozart, Bach. Sau khi hoàn thành khoá học về nhạc cổ điển tại Sydney, Tania Davis nhận được học bổng toàn phần chương trình Cao học chuyên ngành Nhạc cổ điển ở London. Tại đây, cô gặp hai người bạn của Haylie, Gay-Yee và Eos. Tania Davis hy vọng có thể mang được những gì họ đã học vào âm nhạc của Bond nhưng mới mẻ và khác biệt hơn. Đây cũng là nguyên nhân khiến nhóm thay đổi nhà sản xuất liên tục.

### Sự đột phá
Album đầu tay của Bond được mang tên là Born phát hành vào năm 2001 album đã giành được hàng loạt các thành công thương mại đáng nể. Album đã giành đĩa vàng ở 14 nước khác nhau trong đó có bảng xếp hạng quan trọng như Anh,Úc và Nhật Bản. Trong album có bản nhạc "Victory" đã mau chóng được các khán giả Châu Âu và Châu Á yêu thích, bản nhạc còn 4 lần nhận giải đĩa vàng của thế giới và giành được đĩa vàng ở 7 nước khác nhau ngoài ra "Victory" còn được các nhà phê bình đánh giá rất xuất sắc. Vào năm 2001 Bond đã đứng nhất bảng xếp hạng châu Á và đứng thứ 7 ở bảng xếp hạng châu Âu.Tuy thế một vài nhà phê bình cho rằng nhạc của Bond là nhạc thị trường nên họ đã đánh mất đi phép màu của mình.

## Shine
Album tiếp theo của Bond là Shine được phát hành vào năm 2002 giành được đĩa vàng ở 6 nước khác nhau. Với bản nhạc Shine và Fuego đã trở thành những bản nhạc rất được yêu thích vào năm 2003.
Cũng trong năm 2003, Bond đã tham gia chơi nhạc độc quyền cho Đêm chung kết cuộc thi Hoa hậu Hoàn vũ 2003 tại Panama. Các bản nhạc trong đêm diễn này hầu hết trích từ Shine (Allegretto, Fuego, Strange in Paradise, Libertango). Bản nhạc duy nhất không nằm trong album này chính là hit Victory đình đám của nhóm.

## Classified
Bond ra mắt album thứ 3 được mang tên Classified vào năm 2004 đã mang những âm thanh nhạc hiện đại rất xuất sắc nhất. "Samba" là bản nhạc thành công nhất trong album mang về cho Bond 2 giải đĩa vàng của thế giới. Bond còn có một chuyến lưu diễn tại Châu Mĩ. "Samba" đã đánh dấu bước ngoạn mục tại Mĩ. "Lullaby" bản nhạc được ghi vào danh sách Những bài hát hay nhất cho những bà bầu.

## Giai đoạn 2008 và Play

### Tạm biệt Haylie, chào Elspeth!
Vào năm 2008, Haylie Ecker tuyên bố chia tay nhóm để tập trung chăm sóc cho gia đình cô. Bond sau đó đã chọn được thành viên thay thế là Elspeth Hanson, người đã vinh dự đại diện cho nước Anh trình diễn cùng David Beckham tại lễ Bế mạc Olympics Bắc Kinh 2008. Nhờ màn trình diễn này, Elspeth được Bond chú ý đến và mời cô gia nhập nhóm.
Elspeth chơi ở vị trí viola, trong khi đó Tania được đưa lên chơi ở vị trí violin 1 của Haylie.

### Album Play (2011)
Bond ra mắt album đầu tiên trong thời kỳ "hậu Haylie" vào hè năm 2011. Hãng đĩa Decca không còn là hãng phát hành đĩa cho nhóm nữa mà thay vào đó là Universal Music Classics. Album phòng thu thứ 4 này là sự thay đổi lớn trong phong cách âm nhạc của nhóm khi một số bản nhạc đương đại như Jai Ho (nhạc phim Triệu phú ổ chuột), Pump It (phối từ bài hát cùng tên của The Black Eyed Peas), hay Last Time (phối lại từ bài hát nổi tiếng Bittersweet Symphony) được đưa vào, bên cạnh là một số bản cổ điển kinh điển như Summer và Winter của bản giao hưởng The Four Seasons (Antonio Vivaldi). Bản nhạc chủ đề của Play là bản Diablo (sáng tác bởi Magnus Fiennes) với phần rap của Young Offenders và vocals của thành viên Eos Counsell.

## Thành tích và kỉ lục
"Victory" đã được ghi vào Những bản nhạc cổ điển giao thoa được ưa chuộng nhất mọi thời đại.

## Album
- 2000: Born
- 2001: Live at the Royal Albert Hall
- 2002: Shine
- 2003: Remixed
- 2004: Classified
- 2005: Explosive - The Best Of Bond
- 2011: Play

## Đĩa đơn
- "Victory"
- "Wintersun"
- "Viva!/Wintersun"
- "Shine"
- "Fuego"
- "Speed"
- "Atlanta/Time"
- "Viva!/Victory"
- "Explosive/Adagio for Strings"
- "Fly Samba Fly"

## MV
- Live at the Royal Albert Hall
- Bond: Video Clip Collection

## Live
- Live at the Royal Albert Hall